# Radosław Zawrotniak
Radosław Aleksander Zawrotniak (ur. 2 września 1981 w Krakowie) – polski szpadzista, wicemistrz olimpijski w szpadzie drużynowo (Pekin 2008) wraz z Tomaszem Motyką, Robertem Andrzejukiem i Adamem Wierciochem. Szósty szpadzista w turnieju indywidualnym igrzysk olimpijskich. Reprezentuje klub AZS-AWF Kraków.

## Życiorys
Drugi zawodnik turnieju Masters (finał edycji Pucharu Świata). Zwycięzca Pucharu Świata Seniorów GP w Ad-Dausze 2008, srebrny medalista w drużynie mistrzostw Europy w Gandawie (2007) i brązowy medalista mistrzostw świata w Antalyi (2009) w turnieju drużynowym. 30 marca 2009 roku wygrał zorganizowany przez TVP, z okazji 4 rocznicy śmierci Jana Pawła II „Wielki test z historii”. Zwycięzca plebiscytu na najlepszego sportowca Małopolski 2008 oraz III miejsce w 2009 organizowanego przez „Dziennik Polski”. Od 2009 roku jest żołnierzem zawodowym, służy w grupie sportowej 3 Batalionu Zabezpieczenia Dowództwa Wojsk Lądowych w Warszawie. W 2010 w Wenezueli zdobył tytuł Wojskowego Indywidualnego i Drużynowego Mistrza Świata. Dzięki tym sukcesom został wybrany najlepszym sportowcem Wojska Polskiego w roku 2010.
Jego trenerem prowadzącym jest Zbigniew Ryczek, a wspomagającym Piotr Hammer.
Jest żonaty z dwukrotną medalistką mistrzostw Europy w szermierce, Beatą Terebą-Zawrotniak.
Został odznaczony Złotym Krzyżem Zasługi (2008).